# 入間川部屋
入間川部屋（いるまがわべや）は、かつて存在した日本相撲協会所属の相撲部屋。

## 沿革

### 12代時代
1912年1月場所を最後に現役を引退して年寄・入間川を襲名した12代入間川（元小結・両國）が、同時にそれまで所属していた出羽ノ海一門から分家独立する形で入間川部屋を設立した。1923年に5代出羽ノ海（元横綱・常陸山）の死去に伴い、12代入間川は年寄・出羽ノ海を「出羽海」と改めた上で6代出羽海を襲名し、入間川部屋は出羽海部屋へ統合された。この時、入間川部屋から出羽海部屋に移籍した力士の中には、後の関脇・新海や千賀ノ浦部屋からの預かり弟子だった後の関脇・綾川らがいた。その後、年寄名跡・入間川は出羽海一門のものとして一門内で継承され、出羽海一門の「不許分家独立」の不文律に従ってきた。

### 16代時代
1993年1月に16代入間川（元関脇・栃司）が春日野部屋から分家独立して創設した。現・雷部屋。